# Svjetski kup u hokeju na travi za žene 1986.
6. svjetski kup u športu hokeju na travi za žene se održao 1986. u Nizozemskoj, u Amstelveenu.
Krovna organizacija za ovo natjecanje je bila Međunarodna federacija za hokej na travi.

## Mjesta održavanja
Susreti su se održavali na stadionu Wagener.

## Sudionice
Sudjelovalo je dvanaest djevojčadi, pored domaćina Nizozemske, i izabrane djevojčadi iz Engleske, Argentine, SR Njemačke, Irske, SAD-a, Novog Zelanda, SSSR-a, Australije, Škotske, Kanade i Španjolske.

## Konačna ljestvica
| Mj. | Djevojčad   |
| --- | ----------- |
| 1.  | Nizozemska  |
| 2.  | SR Njemačka |
| 3.  | Kanada      |
| 4.  | Novi Zeland |
| 5.  | Engleska    |
| 6.  | Australija  |
| 7.  | Argentina   |
| 8.  | SSSR        |
| 9.  | SAD         |
| 10. | Škotska     |
| 11. | Španjolska  |
| 12. | Irska       |

| Svjetske prvakinje 1986.  |
| ------------------------- |
| Nizozemska Četvrti naslov |